# Vlasovita
La vlasovita es un mineral de la clase de los inosilicatos. Fue descubierta en 1961 en el macizo de Lovozero de la península de Kola (Rusia), siendo nombrada así en honor de Kuzma A. Vlasov, geólogo ruso.

## Características químicas
Es un silicato de sodio y circonio, con estructura molecular de inosilicato de cadena doble o anfíbol. Aunque cristaliza como sistema cristalino monoclínico, se puede convertir a sistema cristalino triclínico por debajo de 29 °C.

## Formación y yacimientos
Aparece en la última fase de formación de rocas sienitas con nefelina, en pegmatitas sieníticas, así como a lo largo de zonas de contacto de rocas máficas alcalinas. También se ha encontrado rellenando cavidades en bloques eyectados de granito alcalino en la isla Ascensión.
Suele encontrarse asociado a otros minerales como: eudialita, microclina, albita, lorenzenita, arfvedsonita, egirina, enigmatita, fayalita, pirocloro, apatito o fluorita.